# (646) Kastalia
(646) Kastalia ist ein Asteroid des Hauptgürtels, der am 11. September 1907 vom deutschen Astronomen August Kopff in Heidelberg entdeckt wurde.
Der Asteroid ist nach der Nymphe Kastalia aus der griechischen Mythologie benannt.